# 群馬県立桐生工業高等学校
群馬県立桐生工業高等学校（ぐんまけんりつ きりゅうこうぎょうこうとうがっこう）は、群馬県桐生市西久方町にある県立の工業高等学校。通称は「桐工（きりこう）」。なお、同市にある群馬県立桐生高等学校は「桐高（きりたか）」と呼ばれ、桐工と区別されている。同じような普通高と工業高の区別は群馬県、栃木県内では一般的である。卒業生は約18000人。

## 概要
織物の街桐生の工業高校らしく、【創造技術科　染色デザインコース】があり、工業高校としては比較的女子の比率が高くなっている。

### 所在地
- 〒376-0054　群馬県桐生市西久方町1丁目1番41号

北緯36度25分21.5秒 東経139度20分43.1秒 / 北緯36.422639度 東経139.345306度

### 学科
- 機械科
- 建設科
- 創造技術科（電気コース、染色デザインコース）
- 工業技術科（定時制）

## 歴史
- 1934年（昭和9年） - 開校。同年11月16日、昭和天皇が行幸[1]。

## 学校周辺
- 桐生天満宮
- 山手通り
- 群馬大学理工学部
- 西宮神社
- 桐ヶ丘動物園・遊園地
- モリ産業

## 著名な出身者
- 諏訪利成（陸上競技選手）
- 木暮貞行（陸上競技選手）
- 櫻井一孝（テレビドラマ監督）
- 本橋克洋（競艇選手）
- 島津四郎（元アマチュア野球選手）
- 木村一夫（元プロ野球選手）
- 佐復良一（元プロ野球選手）
- 坂本登（元プロ野球選手）
- 高野价司（元プロ野球選手）
- 川島英夫（トレーナー）
- 星野龍史（登山家）
- 奥澤秀人（シルク・ドゥ・ソレイユのパフォーマー）